# Ди Йорьо, Антонио
Анто́нио Ди Йо́рьо (итал. Antonio Di Jorio; 28 июня 1890, Атесса, Королевство Италия — 21 декабря 1981, Римини, Италия) — итальянский композитор и дирижёр.

## Биография
Родился в Атессе 28 июня 1890 года в семье Джироламо Ди Йорьо и Антонии, урождённой Чиналли. Подростком самостоятельно научился играть на рожке и, вместе со старшим братом, организовал музыкальный ансамбль «Четвёрка Святого Иоанна» (итал. Quarto San Giovanni). В 1902 году вместе с ансамблем гастролировал с концертами по Сербии, Австро-Венгрии, Болгарии, Османской империи и России. После возвращения на родину поступил в консерваторию Святого Петра в Майелле, где изучал гармонию, контрапункт и композицию, последнюю ему преподавал Камилло Де Нардис. Окончил обучение 15 ноября 1909 года. Первые годы после обучения зарабатывал на жизнь пианистом в ревю и тапёром. Как композитор дебютировал неаполитанскими песнями для издательства Иццо (итал. Izzo) в Неаполе. Его песни на стихи Ди Джакомо, Марио, Скарфольо, Серао имели большой успех у слушателей. В 1911 году Ди Йорьо дебютировал в жанре оперетты. До 1948 года им были написаны восемнадцать сочинений в этом жанре.
Участвовал в Ливийской войне и Первой мировой войне. В 1920 году в Атессе сочетался браком с Катериной Рафанелли, от которой у него родилась дочь Пасквина Ди Йорьо. В качестве художественного руководителя возглавил городской музыкальный ансамбль Атессы. Композитор увлёкся музыкальным фольклором региона Абруццо. В этой области он плодотворно сотрудничал с поэтами Чезаре Де Титта и Луиджи Иллюминати, а позднее и Оттавиано Джаннанджели. В своих сочинениях на основе фольклора Ди Йорьо соединял инструментальные и вокальные формы, перерабатывая народные песни в марши или произведения для оркестра и хора. Всего им было написано сто двенадцать абруцценских песен, которые до сих пор входят в репертуары народных хоров. В 1920 году Ди Йорьо провёл в Ортоне-а-Маре первый фестиваль народной музыки региона Абруццо.
В течение многих лет композитор руководил городскими музыкальными ансамблями Атри и Рипатрансоне. В последнем городе он также занимался педагогической деятельностью и некоторое время руководил оркестром театра имени Луиджи Меркантини. В 1932 году Ди Йорьо выиграл конкурс на право возглавлять кафедру музыки и вокала в государственных учебных заведениях. В 1935 году он переехал в Форлимпополи. В 1936 году организовал первый фестиваль итальянской песни в Римини. В этом городе композитор возглавил ансамбль «Город Римини» (итал. Città di Rimini). Не оставил композитор и педагогической деятельности. В 1952 году Ди Йорио получил место декана в государственном институте имени Вальфредо Кардуччи в Форлимпополи. Композитор является автором не только вокальных сочинений, включая несколько опер, но и многочисленных произведений симфонической, камерной и сакральной музыки. Умер Ди Йорьо в Римини 12 декабря. 1981.